# Fehmarn Belt
Le Fehmarn Belt (en allemand Fehmarnbelt et en danois Femern Bælt) est un détroit qui sépare le Danemark de l'Allemagne. La largeur du détroit est de 18 km et sa profondeur est de 20 à 30 m.

## Liaison maritime
Un service de ferry relie actuellement toutes les 30 minutes le port allemand de Puttgarden au port de Rødby dans la commune de Lolland, au Danemark.

## Liaison sous-marine
Un lien fixe traversant le détroit est en construction depuis 2021 et doit être mis en service en 2029.
C'est le projet d'un tunnel immergé qui est retenu en 2020. D'une longueur d'environ 18 km, cet ouvrage, dont la construction a commencé en janvier 2021, sera le plus long tunnel immergé du monde,.

## Histoire
Le 23 avril 1941, durant la Seconde Guerre mondiale, le croiseur lourd Prinz Eugen heurte une mine magnétique dans le détroit de Fehmarn, ce qui obligea le navire allemand à subir des réparations à Gotenhafen.